# Mercurialis annua
Mercurialis annua, comummente conhecida como urtiga-bastarda, é uma espécie de planta com flor pertencente à família das Euforbiáceas e ao tipo fisionómico dos terófitos.
A autoridade científica da espécie é L., tendo sido publicada em Species Plantarum 2: 1035. 1753.

## Nomes comuns
Além de «urtiga-bastarda», dá ainda pelos seguintes nomes comuns: barredoiro (também grafada barradoiro), basalho , erva-mercúrio, mercurial (não confundir com as demais espécies do género Mercurialis, que são amplamente conhecidas por este nome comum) mercurial-anual, urtiga-morta e urtiga-branca (não confundir com a espécie Lamium album, que consigo partilha estes dois últimos nomes comuns).
Quanto ao nome científico desta espécie:
- O nome genérico, Mercurialis, provém do étimo latino Mercŭrĭālis e significa «de Mercúrio».[11]

- O epíteto específico, annua, também provém do latim, tratando-se de uma declinação do étimo, annŭum, e significa «anual».[12]

## Descrição
Trata-se de uma planta anual herbácea, cujos caules medem entre 30 e 70 centímetros. São geralmente dióicas, só excepcionalmente se encontrando casos de espécimes hermafroditas.
O caule é único, ereto, levemente hirsuto, fino e muito ramoso, com seiva aquosa. Os ramos são erecto-patentes, glabros e muito folhosos.
As folhas são esverdeadas, quanto à cor; ciliadas, quanto à hirsutez; opostas, quanto ao posicionamento; e têm formatos que alternam entre o ovado e o a elíptico-lanceoladas, com margens crenado-serradas.
Os pecíolos medem entre 1 a 25 milímetros, correspondendo geralmente a um quinto da longitude da respectiva folha.
As  estípulas podem ser estreitas, lineares ou triangulares.
As inflorescências masculinas são em glomérulo e acumulam grupos de 6 a 8 flores, alcançando 4 a 5 milímetros de diâmetro. Estes glomérulos, por seu turno assentam em inflorescências em forma de espiga (espiciformes), que podem medir entre 6 e 12 centímetros de comprimento, sendo geralmente maiores do que a respectiva folha. As inflorescências femininas têm um posicionamento axilar, podendo ser solitárias ou agrupar-se em verticilos de 3 ou 4 flores e têm pedúnculos curtos.
As sépalas são esbranquiçadas e têm um feitio amplo e ovado.

## Distribuição
Trata-se de uma espécie nativa do continente europeu e do próximo Oriente, encontrando-se actualmente numa condição subcosmopolita.

### Portugal
Trata-se de uma espécie presente no território português, nomeadamente em todas as zonas de Portugal Continental, no Arquipélago dos Açores e no Arquipélago da Madeira.
Em termos de naturalidade é introduzida em Portugal Continental e no Arquipélago dos Açores, sendo nativa do Arquipélago da Madeira.

### Ecologia
Trata-se de um a espécie ruderal, que medra até aos 800 metros de altitude, privilegiando muros e edifícios abandonados; pastagens e ermos sáfaros.

## Protecção
Não se encontra protegida por legislação portuguesa ou da Comunidade Europeia.

## Usos medicinais
São-lhe reputadas propriedades medicinais, sendo tradicionalmente utilizada na confecção de infusões, pelas suas propriedades laxantes e emenagógicas.